# Benedict (Kansas)
Benedict és una població dels Estats Units a l'estat de Kansas. Segons el cens del 2000 tenia 103 habitants.

## Demografia
Segons el cens del 2000, Benedict tenia 103 habitants, 46 habitatges, i 23 famílies. La densitat de població era de 265,1 habitants per km².
Dels 46 habitatges en un 23,9% hi vivien nens de menys de 18 anys, en un 45,7% hi vivien parelles casades, en un 4,3% dones solteres, i en un 50% no eren unitats familiars. En el 45,7% dels habitatges hi vivien persones soles el 21,7% de les quals corresponia a persones de 65 anys o més que vivien soles. El nombre mitjà de persones vivint en cada habitatge era de 2,24 i el nombre mitjà de persones que vivien en cada família era de 3,39.
Per edats la població es repartia de la següent manera: un 29,1% tenia menys de 18 anys, un 3,9% entre 18 i 24, un 19,4% entre 25 i 44, un 31,1% de 45 a 60 i un 16,5% 65 anys o més.
L'edat mediana era de 44 anys. Per cada 100 dones de 18 o més anys hi havia 97,3 homes.
La renda mediana per habitatge era de 20.625 $ i la renda mediana per família de 30.625 $. Els homes tenien una renda mediana de 35.625 $ mentre que les dones 16.250 $. La renda per capita de la població era d'11.842 $. Entorn del 19% de les famílies i el 27,1% de la població estaven per davall del llindar de pobresa.

## Poblacions més properes
El següent diagrama mostra les poblacions més properes.